# Chuvisca
Chuvisca là một đô thị thuộc bang Rio Grande do Sul, Brasil. Đô thị này có diện tích 219,17 km², dân số năm 2007 là 4871 người, mật độ 22,22 người/km².